# Basilique Notre-Dame-de-Bonne-Santé
La Basilique Notre-Dame-de-Bonne-Santé est une église catholique située dans la localité de Velankanni dans le Sud-Est de l'Inde, dans l'État du Tamil Nadu. Elle est dédiée à la Vierge Marie, qui y est célébrée sous le vocable de Notre-Dame de la Bonne Santé ou Notre-Dame de la Santé. Également connue sous les noms de Sanctuaire de Notre-Dame de Velankanni ou de Notre-Dame-de-Santé, elle est au cœur d'un lieu de pèlerinage.
La dévotion existe depuis la seconde moitié du XVIe siècle, elle est attribuée par la tradition populaire à trois événements distincts qui se seraient produits autour du site : l'apparition de la Vierge à l'Enfant à un berger endormi, la guérison miraculeuse d'un vendeur de babeurre handicapé et le sauvetage de marins portugais d'une tempête en mer.
Au départ, une modeste chapelle fut construite sous la présence portugaise à Negapatam, d'après la tradition, peu après que des marins eurent échoué sains et saufs sur place, réchappés d'une violente tempête au large de la Côte de Coromandel. Aujourd'hui, elle figure en tant que lieu majeur du catholicisme voire de la chrétienté à la fois à l'échelle de l'Inde et de l'Asie-Pacifique. Une neuvaine annuelle y est célébrée autour de la Nativité de Marie, qui attire près de 5 millions de pèlerins chaque année.
Le pape Jean XXIII a élevé le sanctuaire marial au statut de basilique mineure par le bref apostolique Salutem Supplicibus Dilargiens, signé et notarié le 3 novembre 1962. Il y surnomme le sanctuaire « le Lourdes de l'Orient », en raison de l'affluence massive — déjà remarquée — de pèlerins vers ce site. Il peut être noté que ce surnom est un titre existant depuis le début du XXe siècle, bien avant son utilisation par le pape.

## Histoire
Le sanctuaire primitif, un ermitage au toit de chaume, aurait été bâti à la fin du XVIe siècle. Son existence est attestée au moins au début du XVIIe siècle, consacré à Nossa Senhora da Saúde ou Notre-Dame-de-Santé, et accueillant un frère franciscain en mission,. Attaché à la paroisse de Negapatam, un comptoir portugais installé depuis le début du XVIe siècle, il fait place à une église construite en « dur » en 1642,.
Elle devient église paroissiale en 1771, alors que la région de Negapatam était sous contrôle hollandais depuis 1658, à la suite du siège de la ville pendant la guerre luso-néerlandaise. Une période marquée par une forte vague de persécution des catholiques (immigrés comme autochtones) à travers le Coromandel hollandais, assimilés à une « cinquième colonne » du Portugal par les autorités néerlandaises, protestantes. Une situation similaire dans le reste du Tanjore, où les naïcks, puis les maharajahs, traquent une population chrétienne considérée comme une menace pour le royaume. Dans les deux territoires, les mesures prises à l'encontre de la communauté catholique sont notamment la fermeture (parfois destruction) des églises, l'expulsion et le bannissement des religieux et missionnaires. Si à Negapatam ces vexations sont scrupuleusement appliquées, l'église Notre-Dame-de-Santé à Velankanni et les franciscains qui la desservent en sont exemptés, grâce à une protection informelle des naïcks de Tanjore,.
À partir de la fin du XVIIe siècle, les relations entre le pouvoir néerlandais et la communauté catholique s'améliorent, la mise de côté des défiances permettent la venue d'un aumônier franciscain dans Negapatam intra-muros, à l'église de l'Immaculée Conception (potentiellement l'église actuellement dite Notre-Dame-de-Matharasi Matha (மாதரசி (mādarasi) ; « Reine mère » en tamoul), appelée autrefois Igreja da Madre de Deus, « Église de la Mère de Dieu »). L'église Notre-Dame-de-Santé connaît successivement un patronage par des officiers et des marins hollandais.
Durant la majeure partie de son histoire, la basilique est servie par des prêtres d'origine portugaise ou goanaise. Relevant du ministère de religieux franciscains depuis ses fondations, elle passe sous l'administration du diocèse de São Tomé de Meliapor (Saint-Thomé-de-Méliapour), associé au Padroado, en 1890. Le diocèse de Tanjore devient responsable de la paroisse en 1963.

## Architecture et plan du site
La basilique est construite dans le style néo-gothique, qui est devenu prédominant dans l'architecture chrétienne en Inde depuis le XIXe siècle, en raison notamment de la forte influence britannique. Dans sa configuration actuelle, le bâtiment est composé de deux ensembles mitoyens orientés Est-Ouest, avec des intérieurs ne se communiquant pas :
- L'église historique, dont l'entrée donne sur le levant et la mer. Datée de la fin du XVIIIe siècle (1771) au XXe siècle, elle reflète surtout les importants travaux conduits sous la direction du frère Sebastião Xavier de Noronha, qui fait agrandir le bâtiment entre 1928 et en 1933[11],[12] ;
- L'extension contemporaine adossée, où l'entrée se fait depuis le couchant et les terres. Elle est érigée entre 1974 et 1975 par l'évêque de Tanjore Rajarethinam Arokiasamy Sundaram, afin de résorber l'afflux de pèlerins en cœur de basilique, devenue trop étroite.

L'ensemble du complexe est peint en blanc, la toiture de l'église ancienne détonnant par sa couverture en tuiles rouges.
La basilique historique s'étend sur une longueur de 55 m. Elle est surmontée d'un dôme à tambour s'élevant à 28 m au dessus du chœur, où se croise le transept, long de 34 m,. Ce dernier est un ajout opéré lors des chantiers du début du XXe siècle, l'aile sud du bâtiment étant achevé en 1928, quant à l'aile nord, elle prend forme en 1933. Ainsi, à l'issue de ces travaux, l’édifice tout entier prit la forme d’une croix latine. Une sacristie spacieuse est aménagée derrière le maître-autel, en partie cachée par l'imposant retable fait de faïences de Delft,. Au centre d'un décor bicolore, d'iconographie essentiellement biblique, la statue de Notre-Dame-de-Bonne-Santé est abritée dans une niche rehaussée à la feuille d'or. D'après certains, le retable figure parmi les rares éléments qui ont traversés les transformations de la basilique, une tradition prêtant même l'origine de la faïencerie carrelée aux marins portugais sauvés par la Vierge,. L'intérieur de la basilique est revêtu d'un dallage en damier, alternant entre pavés de marbres noir et blanc. L'extrémité de la nef, à l'entrée de l'église, est bornée par deux clochers montés de flèches hautes de 25 m. En janvier 1961, un nouvel autel, exécuté en marbre blanc, remplace l'ancien en béton de ciment. Hormis cette intervention, l'église historique ne présente pas d'altération majeure depuis son aménagement des années 1920.
L'extension de la basilique, construite entre 1974 et 1975, est une église à deux niveaux distincts, chacun pouvant accueillir des célébrations à part. Sa façade a été conçue dans le modèle des basiliques Notre-Dame-du-Rosaire et de l'Immaculée-Conception au sanctuaire de Lourdes (France), reprenant l'accès en rampe façonnée en demi-cercle,. Si le bâtiment suit de manière harmonieuse l'ornementation et le style de l'église historique pour ses extérieurs, il s'en démarque néanmoins par une adoption complète de l'architecture contemporaine indienne. Cette esthétique se retrouve dans les intérieurs sobres de la « nouvelle » basilique, constitués d'une vaste nef rencontrant le transept au chœur. Construite avec des matériaux et des techniques modernes, l'extension est limitée par un toit plat.
Avec ses deux transepts, la basilique dans son ensemble épouse désormais une forme plus analogue avec la croix de Lorraine.

### Sites attenants
Comme de nombreuses églises indiennes construites sous influence portugaise, Notre-Dame-de-Bonne-Santé est accompagnée d'un baptistère à part, de dimension modeste et suivant des contours baroques. Situé en face de l'église historique, sur la rue de la plage, son usage est néanmoins perdu, intégré aujourd'hui à une petite chapelle consacrée à Notre-Dame-des-Sept-Douleurs (la Pietà). La maison curiale, ou presbytère, qui comprend également les bureaux et le musée du sanctuaire, est placée à proximité.
Associés à la basilique, trois chapelles de construction plus récente gravitent autour de celle-ci. La chapelle dite de Nadu Thittu (நடு திட்டு ; le « monticule central »), sur la rue principale, située au lieu-dit du même nom, où aurait eu lieu l'apparition au vendeur de babeurre boîteux. La chapelle de l'Étang de Notre-Dame, appelée aussi localement chapelle « du Vieux Velankanni », faisant face à l'extension de la basilique, sur le site de la première apparition, au jeune bouvier assoupi. Ainsi que la chapelle d'adoration et de réconciliation, qui n'a pas de lien avec les apparitions mariales, et fonctionne comme espace de culte complémentaire au confessionnal et au service de counselling (aide et accompagnement psychologique et social) du sanctuaire.
Face à la croissance du nombre de pèlerins, une nouvelle grande église a été construite près du « Vieux Velankanni » entre 2011 et 2013. Il s'agit de l'église L'Étoile du Matin (de son nom populaire en anglais, Morning Star Church), qui peut accueillir jusqu'à 15 000 fidèles assis, et autour de 40 000 debout. Elle est en périphérie de la chapelle de l'Étang de Notre-Dame, construite en 1983 sur le bassin ou réservoir (tank) au bord duquel aurait eue lieu la première apparition de la Vierge, maintenant recouvert par une chape de ciment. La captation d'eau douce liée à celui-ci est valorisée par le sanctuaire, mise à disposition des pèlerins dans un bâtiment dédié. Les trois sites sont accessibles au bout d'un chemin de croix qui démarre du parvis de la basilique (côté extension). Un parcours organisé relativement contemporain, gagné sur les broussailles et les vergers qui l'occupaient auparavant, dont le souvenir est perpétué par les manguiers qui ombragent le « Vieux Velankanni ».
En 1956, une arche d'accueil a été bénie et inaugurée par l'évêque Rajarethinam Arokiasamy Sundaram. Elle est située à l'extrémité ouest de la localité, sur l'intersection de la rue principale avec la route nationale NH 32, indiquant aux visiteurs le chemin du sanctuaire.

## Dans la culture populaire
La basilique est un décor récurrent dans le film tamoul Annai Velankanni (1971), doublé en malayalam et en télougou peu après sa sortie. Il apparaît également comme un décor mineur dans le film bilingue malayalam-tamoul Nanpakal Nerathu Mayakkam (2022) et dans le film malayalam Pulimada (2023).